# 柴郡芝士
柴郡芝士（英語：Cheshire cheese）主要產自英國西北部的柴郡，不過什羅普郡及斯塔福德郡亦有生產。柴郡芝士為圓體狀，重約18千克，外層以蠟封或以繃帶包好。柴郡芝士可分為白色柴郡芝士和紅色柴郡芝士，前者為灰白色，後者則染色成橘黃色，兩者一樣味道溫和。柴郡芝士的保儲性不佳，因此購買後應即時食用。另外，柴郡芝士容易受霉菌入侵，成為藍芝士。